# Natalie Portman
Natalie Hershlag (em hebraico: נטע-לי הרשלג; romaniz.: Natalie Hershlag  nascida em Jerusalém, Israel, em 9 de junho de 1981), mais conhecida como Natalie Portman, é uma atriz, produtora e cineasta israelo-americana. Ela teve uma carreira cinematográfica prolífica desde a adolescência e estrelou vários sucessos de bilheteria e filmes independentes, vencedora de um Oscar, um BAFTA, dois Prêmios Globo de Ouro e um Screen Actors Guild.
Portman fez sua estreia no cinema em Léon: The Professional (1994). Enquanto ainda estava no ensino médio, ganhou reconhecimento internacional por estrelar como Padmé Amidala em Star Wars: Episode I – The Phantom Menace e recebeu aclamação da crítica por interpretar a adolescente Ann August no drama Anywhere but Here (ambos de 1999). De 1999 a 2003, Portman cursou bacharel em psicologia na Universidade Harvard. Ela continuou a atuar durante sua estada na universidade, estrelando a peça The Seagull no The Public Theatre em 2001 e a sequência Star Wars: Episode II – Attack of the Clones (2002). Em 2004, a atriz foi indicada ao Oscar de Melhor Atriz Coadjuvante e ao BAFTA e ganhou um Globo de Ouro na mesma categoria por interpretar a stripper Alice Ayres/Jane Jones em Closer.
Após ter concluído as gravações de Star Wars: Episode III – Revenge of the Sith (2005), Portman protagonizou uma grande variedade de papéis. Ela interpretou Evey Hammond em V for Vendetta (2006), Ana Bolena em The Other Boleyn Girl (2008) e a bailarina Nina Sayers no filme de terror psicológico Black Swan (2010), pelo qual recebeu louvor por parte dos críticos cinematográficos e ganhou o Oscar, BAFTA, Globo de Ouro e os Prêmios Screen Actors Guild, todos na mesma categoria de Melhor Atriz, além de inúmeros outros troféus. A atriz estrelou a comédia romântica No Strings Attached (2011) e apareceu como Jane Foster nos filmes do Universo Cinematográfico Marvel Thor (2011) e Thor: The Dark World (2013). Por ter interpretado Jacqueline Kennedy no filme biográfico Jackie (2016), Portman recebeu sua terceira indicação ao Oscar. Ela reprisou seu papel como Jane Foster em Thor: Love and Thunder (2022).

## Biografia
Portman é filha única do médico israelita Avner Hershlag e da dona de casa e sua agente, Shelley Stevens. Quando a atriz tinha apenas três anos, sua família se mudou para os Estados Unidos. A atriz, judia, é vegetariana desde os oito anos, aderindo, mais tarde, ao veganismo, após a leitura do livro Comer Animais, de Jonathan Safran Foer. Portman frequentou a Universidade de Harvard, onde se formou em 2003 em psicologia e a Universidade Hebraica de Jerusalém, onde graduou-se em 2004.
Desde os quatro anos pratica aulas de balé, fala fluentemente inglês e hebraico, seus idiomas maternos. A atriz também domina o francês, espanhol, alemão e japonês.
Quanto à vida pessoal, Portman namorou o ator Gael Garcia Bernal, o ator Hayden Christensen, o cantor folk Devendra Banhart e o financista britânico Nathaniel Philip Rothschild.
No final de 2010, anunciou que estava grávida e noiva do coreógrafo francês Benjamin Millepied, com quem trabalhou em Black Swan (br/pt: Cisne Negro) e namorava desde 2009. Em 14 de junho de 2011, Portman deu à luz seu primeiro filho, Aleph Hershlag-Millepied. Portman e Millepied se casaram em 4 de agosto de 2012 em uma discreta cerimônia ocorrida em Big Sur, na Califórnia. Em 22 de fevereiro de 2017, nasceu a segunda filha do casal, Amalia Millepied. Separaram-se em 2023.

### Carreira

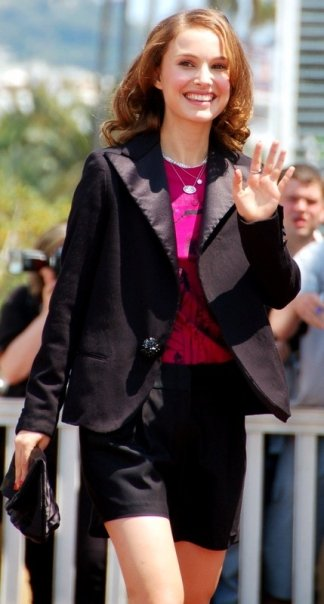
Natalie Portman em 2008 no Festival de Cannes.

Aos dez anos, um agente da Revlon a convidou para ser modelo, mas Portman recusou dizendo que preferia ser atriz. Aos doze anos, iniciou sua carreira de atriz com o filme Léon, de Luc Besson. Após o sucesso do filme, Portman foi convidada para aparecer em diversas produções, entre elas: Everyone Says I Love You (br: Todos Dizem Eu Te Amo), de Woody Allen; Mars Attacks! (br: Marte Ataca!) de Tim Burton; Heat de Michael Mann; Beautiful Girls (br: Brincando de Seduzir) e Anywhere But Here (br: Em Qualquer Outro Lugar); sendo no último filme, nomeada ao Globo de Ouro de melhor atriz (coadjuvante/secundária) em cinema.
Seu trabalho, no entanto, só foi melhor reconhecido após interpretar Padmé Amidala na recente trilogia de filmes Star Wars, a atriz trabalhou em Star Wars Episode I: The Phantom Menace (br: Guerra nas Estrelas Episódio I: Ameaça Fantasma), lançado em 1999, Star Wars Episode II: Attack of the Clones (br: Guerra nas Estrelas Episódio II: Ataque dos Clones), lançado em 2002, e em Star Wars Episode III: Revenge of the Sith (br: Guerra nas Estrelas Episódio III: A Vingança dos Sith), lançado em 2005. Outros dois grandes destaques de sua carreira foram os filmes Closer (br: Closer - Perto Demais) e V for Vendetta (br: V de Vingança). No primeiro, Portman interpretou uma stripper, e por esse papel, a atriz ganhou o Globo de Ouro de melhor atriz coadjuvante e recebeu uma indicação ao Oscar de melhor atriz coadjuvante em 2005. Já no segundo, Portman raspou a cabeça para interpretar sua personagem, Evey Hammond, na adaptação do graphic novel de Alan Moore, V de Vingança.
A atriz também atuou em diversos projetos como Cold Mountain, de Anthony Minghella; Garden State (br: Hora de Voltar); Paris, je t'aime; Goya's Ghosts (br: Sombras de Goya); Mr. Magorium's Wonder Emporium (br: A Loja Mágica de Brinquedos) com Dustin Hoffman; The Darjeeling Limited; My Blueberry Nights (br: Um Beijo Roubado); The Other Boleyn Girl (br: A Outra) com Scarlett Johansson; Brothers (br/pt: Entre Irmãos) com Jake Gyllenhaal e Tobey Maguire, entre outros. Em 2008, estreou na direção de dois filmes: Eve, que teve sua estréia no Festival de Veneza; e New York, I Love You (br: Nova York, Eu Te Amo), onde além de dirigir um curta-metragem, também atua.
Em 2010, estrelou o filme Cisne Negro de Darren Aronofsky, pelo qual foi aclamada pela crítica por sua atuação, ganhando o Oscar de Melhor Atriz, Globo de Ouro de Melhor Atriz - Drama, SAG Award de Melhor Atriz Principal, BAFTA de Melhor Atriz, entre outros diversos prêmios. Entre seus filmes mais recentes, Portman deverá aparecer ainda nos filmes Thor, como Jane Foster, nas comédias No Strings Attached (br: Sexo Sem Compromisso), com Ashton Kutcher; e Your Highness, além dos dramas The Other Woman e Hesher. É a garota-propaganda da marca Dior.
Em 2012, Portman anunciou que planejava adaptar para o cinema o livro Comer Animais, de Foer.
Em 2015, anunciou que iria interpretar Jacqueline Kennedy no filme biográfico da ex-primeira dama dos Estados Unidos, Jackie dirigido pelo chileno Pablo Larrain; o filme foi lançado em 2 de dezembro de 2016. Natalie foi aclamada pela crítica pela sua fiel interpretação e recebeu a sua segunda indicação ao Oscar de Melhor Atriz.

## Principais prêmios e indicações

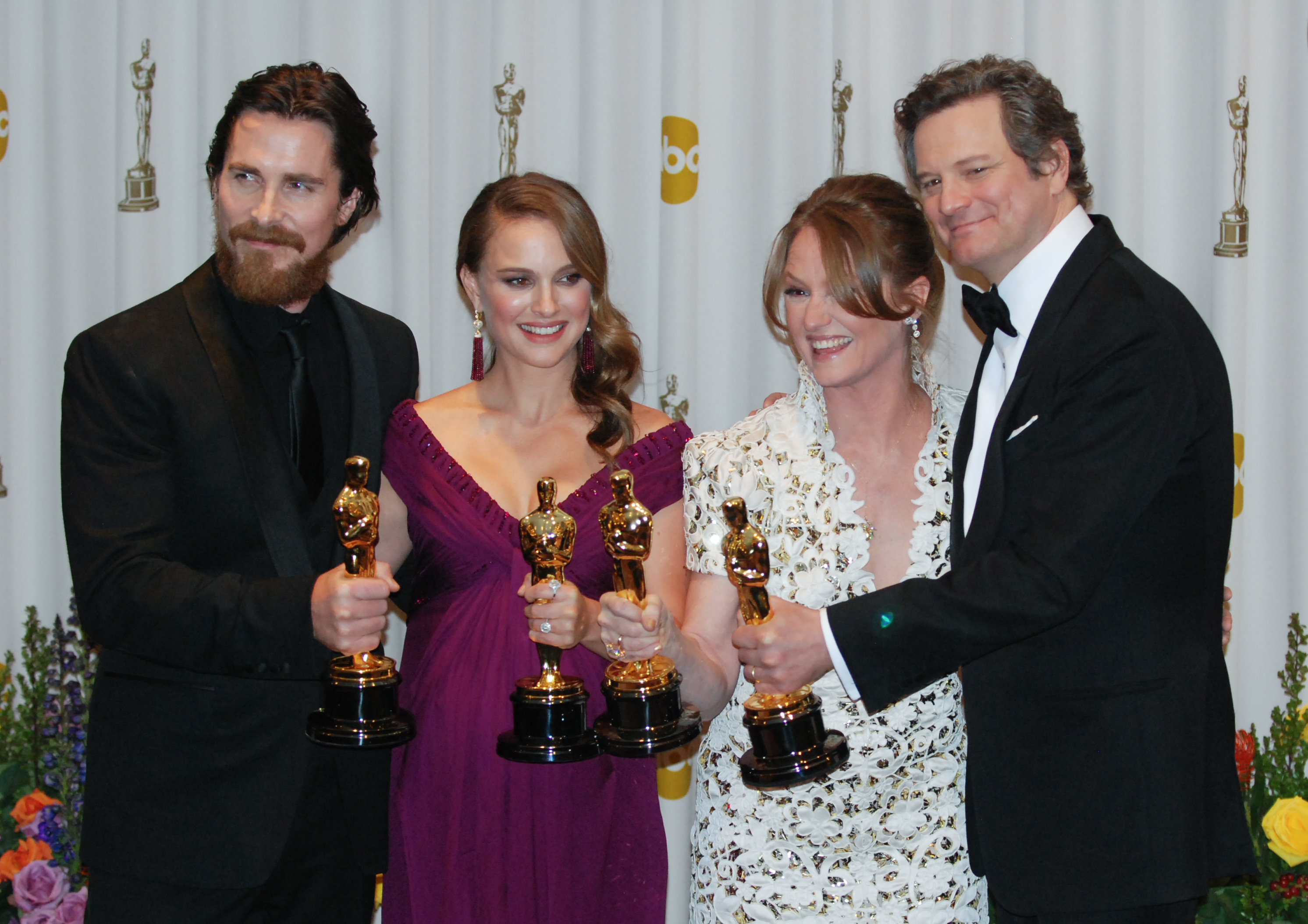
Atores vencedores do Oscar 2011: Natalie Portman com Christian Bale, Melissa Leo e Colin Firth.

#### Oscar
| Ano  | Categoria                | Filme      | Resultado |
| ---- | ------------------------ | ---------- | --------- |
| 2005 | Melhor Atriz Coadjuvante | Closer     | Indicado  |
| 2011 | Melhor Atriz             | Black Swan | Venceu    |
| 2017 | Melhor Atriz             | Jackie     | Indicado  |

#### Globo de Ouro
| Ano  | Categoria                                   | Filme             | Resultado |
| ---- | ------------------------------------------- | ----------------- | --------- |
| 2000 | Melhor Atriz Coadjuvante                    | Anywhere But Here | Indicado  |
| 2005 | Melhor Atriz Coadjuvante                    | Closer            | Venceu    |
| 2011 | Melhor Atriz em Cinema - Drama              | Black Swan        | Venceu    |
| 2017 | Melhor Atriz em Cinema - Drama              | Jackie            | Indicado  |
| 2024 | Melhor Atriz em Cinema - Comédia ou Musical | May December      | Indicado  |

#### SAG Awards
| Ano  | Categoria               | Filme      | Resultado |
| ---- | ----------------------- | ---------- | --------- |
| 2011 | Melhor Atriz Principal  | Black Swan | Venceu    |
| 2011 | Melhor Elenco em Cinema | Black Swan | Indicado  |
| 2017 | Melhor Atriz Principal  | Jackie     | Indicado  |

#### BAFTA
| Ano  | Categoria                | Filme      | Resultado |
| ---- | ------------------------ | ---------- | --------- |
| 2005 | Melhor Atriz Coadjuvante | Closer     | Indicado  |
| 2011 | Melhor Atriz             | Black Swan | Venceu    |
| 2017 | Melhor Atriz             | Jackie     | Indicado  |

#### Critics' Choice Movie Awards
| Ano  | Categoria                | Filme      | Resultado |
| ---- | ------------------------ | ---------- | --------- |
| 2005 | Melhor Elenco            | Closer     | Indicado  |
| 2005 | Melhor Atriz Coadjuvante | Closer     | Indicado  |
| 2011 | Melhor Atriz             | Black Swan | Venceu    |
| 2017 | Melhor Atriz             | Jackie     | Venceu    |

#### Independent Spirit Awards
| Ano  | Categoria    | Filme      | Resultado |
| ---- | ------------ | ---------- | --------- |
| 2011 | Melhor Atriz | Black Swan | Venceu    |

#### Saturn Awards
| Ano  | Categoria    | Filme          | Resultado |
| ---- | ------------ | -------------- | --------- |
| 2007 | Melhor Atriz | V for Vendetta | Venceu    |
| 2011 | Melhor Atriz | Black Swan     | Venceu    |